# Filchnerella zhengi
Filchnerella zhengi är en insektsart som beskrevs av Huo, K. 1994. Filchnerella zhengi ingår i släktet Filchnerella och familjen Pamphagidae. Inga underarter finns listade i Catalogue of Life.